# Región de Atacama
Die Región de Atacama bildet die Region III innerhalb von Chile (Südamerika). Sie liegt im nördlichen Teil des Landes und besteht zu großen Teilen aus der Atacamawüste. Die Region ist relativ dünn besiedelt. 

## Geographie
Die wichtigsten Städte sind:
- Copiapó, 129.281 Einwohner (2005)
- Vallenar, 48.000 Einwohner (2003)
- Caldera, 14.000 Einwohner (2003)
- Chañaral, 12.500 Einwohner (2003)

Die Region III besitzt mehrere Nationalparks und andere Naturreservate:
- Nationalpark Nevado Tres Cruces im Nordosten der Region im Anden-Gebiet
- Nationalpark Llanos de Challe nördlich von Vallenar
- Nationalpark Pan de Azúcar an der nördlichen Regionsgrenze
- Reserva Nacional Pingüino de Humboldt im Süden an der Pazifik-Küste

In der Region liegen die höchsten Berge Chiles, der Ojos del Salado (6893 m), Cerro Tres Cruces (6753 m) und der Incahuasi (6621 m).
Der höchste Punkt Chiles ist der erloschene Vulkan Ojos del Salado. Er liegt im Nationalpark Nevado Tres Cruces.
Die Region ist nach Westen über den Pass Paso Peña Negra mit der argentinischen Provinz La Rioja verbunden.

## Geschichte
Die Atacama ist trotz ihrer Wasserarmut schon früh besiedelt worden. Die Völker der Atacameños, der Aymara, der Chinchorros und der Diaguitas lebten um die spärlichen Oasen.
Danach wurde das Gebiet Teil des Inkareiches. Im Jahr 1536 erreichte Konquistador Diego de Almagro als Erster die Gegend um Copiapó. Nach dem Zerfall der Inka-Herrschaft kam die Wüste unter spanische Herrschaft. Die Unabhängigkeitsbestrebungen der südamerikanischen Staaten ließen die Atacama an Chile fallen.
1832 wurde in Chañarcillo (50 km südlich von Copiapó) eine große Silberlagerstätte entdeckt, wodurch Chile für Jahrzehnte zu einem der größten Silberproduzenten der Welt wurde. 1916 begann die Ausbeutung der Kupferlagerstätten bei Potrerillos.
Nach dem um die reichen Nitratvorkommen der Wüste geführten Salpeterkrieg (1879–1884), den Chile gegen Peru und Bolivien für sich entschied, konnte Chile sein Territorium auf Kosten Perus und Boliviens erheblich nach Norden erweitern. Bis dahin war die heutige Región de Atacama die nördlichste Provinz Chiles gewesen.

## Provinzen
| Provinz  | Hauptstadt | Kommunen           | Karte |
| Chañaral | Chañaral   | 1 Chañaral         | Karte |
| Chañaral | Chañaral   | 2 Diego de Almagro | Karte |
| Copiapó  | Copiapó    | 3 Caldera          | Karte |
| Copiapó  | Copiapó    | 4 Copiapó          | Karte |
| Copiapó  | Copiapó    | 5 Tierra Amarilla  | Karte |
| Huasco   | Vallenar   | 6 Alto del Carmen  | Karte |
| Huasco   | Vallenar   | 7 Freirina         | Karte |
| Huasco   | Vallenar   | 8 Huasco           | Karte |
| Huasco   | Vallenar   | 9 Vallenar         | Karte |

## Infrastruktur
Für den Luftverkehr ist die Region durch den Verkehrsflughafen Aeropuerto Desierto de Atacama in der Nähe von Caldera erreichbar.